# Matthew Busche
Pour les articles homonymes, voir Busche.
Matthew Busche (né le 9 mai 1985 à Wauwatosa dans le Wisconsin) est un coureur cycliste américain. Professionnel de 2011 à 2016, il a été deux fois champion des États-Unis sur route, en 2011 et 2015.

## Biographie
Élève au Luther College (en) dans l'Iowa, Matthew Busche pratique avec succès la course à pied, en compétition scolaire. Diplômé fin 2007, il commence à pratiquer le cyclisme en compétition en 2008, dans l'équipe amateur Nova Cycle, puis ISCorp en 2009. Ses performances sont remarquées par l'équipe professionnelle Kelly Benefit Strategies, qui l'engage durant l'été 2009. Il dispute quatre courses avec elle. Cinquième du championnat des États-Unis sur route, septième du Tour de l'Utah, il est recruté pour 2010 par RadioShack, la nouvelle équipe de Lance Armstrong,. Le 22 mai 2011, durant le Tour de Californie, il imprime une cadence soutenue en tête du peloton dans l'ascension finale de la 7e étape. Seuls trois coureurs parviennent à le suivre : ses coéquipiers et leaders Levi Leipheimer et Christopher Horner ainsi que Laurens ten Dam. Il réussit notamment à lâcher Andy Schleck, dauphin d'Alberto Contador à deux reprises sur le Tour de France. Il conduit ainsi ses équipiers vers les deux premières places de l'étape, et du général. À la suite de cette performance, il devient l'une des révélations de ce Tour. Lors des championnats des États-Unis sur route, Matt Busche termine troisième sur le contre-la-montre, derrière David Zabriskie et Tom Zirbel, et remporte la course en ligne le lendemain en battant George Hincapie au sprint. Il dispute ensuite le Tour d'Espagne, son premier grand tour, et le championnat du monde sur route.
Durant l'été 2012, Matthew Busche se classe deuxième du Tour de l'Utah puis huitième du Tour du Colorado. En septembre, il est sélectionné en équipe nationale pour la course en ligne des championnats du monde, qu'il ne termine pas. 
En 2013, il est quatrième du Grand Prix de la ville de Camaiore en février, puis obtient des places d'honneur lors de courses par étapes : sixième du Tour de Californie, 19e du Critérium du Dauphiné, septième du Tour d'Autriche, cinquième du Tour de l'Utah. Il dispute le Tour d'Espagne et participe ainsi à la victoire de son coéquipier Christopher Horner, qui devient à 41 ans le plus vieux vainqueur d'un grand tour. Il est à nouveau sélectionné en équipe nationale pour la course en ligne des championnats du monde. En 2014, la formation RadioShack est achetée par l'entreprise Trek et renommée Trek Factory Racing.
À la fin de la saison 2015, il signe un contrat avec l'équipe continentale professionnelle UnitedHealthcare. En fin d'année 2016, n'ayant pas réussi à trouver un contrat satisfaisant pour 2017, il décide de mettre fin à sa carrière, à 31 ans.

## Palmarès et classements mondiaux

### Palmarès
- 2009
  - 1re étape du Tour of America's Dairyland
- 2010
  - 3e du Tour du Danemark
- 2011
  -  Champion des États-Unis sur route
  - 3e du championnat des États-Unis du contre-la-montre
- 2012
  - 2e du Tour de l'Utah
- 2015
  -  Champion des États-Unis sur route
  - 1re étape du Tour d'Alberta (contre-la-montre par équipes)

### Résultats sur les grands tours

#### Tour de France
1 participation
- 2014 : 98e

#### Tour d'Espagne
2 participations
- 2011 : 113e
- 2013 : 64e

### Classements mondiaux
| Année            | 2011 | 2012 | 2013 | 2014 | 2015 | 2016 |
| ---------------- | ---- | ---- | ---- | ---- | ---- | ---- |
| UCI World Tour   | nc   | nc   | 188e | nc   | nc   |      |
| UCI America Tour |      |      |      |      |      | 131e |